# Wiktorowka (Lgow)
Wiktorowka (russisch Викторовка) ist eine Siedlung (ländlichen Typs) in der Oblast Kursk in Russland. Sie gehört zum Rajon Lgow und zur Landgemeinde (selskoje posselenije) Selekzionny selsowjet.

## Geographie
Der Ort liegt gut 70 km Luftlinie südwestlich des Oblastverwaltungszentrums Kursk im südwestlichen Teil der Mittelrussischen Platte, 5 km südwestlich des Rajonverwaltungszentrums Lgow, 1,5 km vom Sitz des Dorfsowjet – Selekzionny, 45,5 km von der Grenze zwischen Russland und der Ukraine.

### Klima
Das Klima im Ort ist wie im Rest des Rajons kalt und gemäßigt. Es gibt während des Jahres eine erhebliche Niederschlagsmenge. Dfb lautet die Klassifikation des Klimas nach Köppen und Geiger.

## Bevölkerungsentwicklung
| Jahr | Einwohner |
| ---- | --------- |
| 2002 | 26        |
| 2010 | 10        |

Anmerkung: Volkszählungsdaten

## Verkehr
Wiktorowka liegt an der Straße regionaler Bedeutung 38K-017 (Kursk – Lgow – Rylsk – Grenze zur Ukraine) als Teil der Europastraße E38, 1 km von der Straße interkommunaler Bedeutung 38N-375 (38K-017 – Fitisch) und 0,5 km vom nächsten Bahnhof Artakowo (Eisenbahnstrecke 322 km – Lgow-Kijewskij) entfernt.
Der Ort liegt 146 km vom internationalen Flughafen von Belgorod entfernt.